# Medieval Madness
Medieval Madness, ofta förkortat MM, är ett flipperspel som släpptes i juni 1997 av Williams. Det designades av Brian Eddy, programmerades av Lyman Sheats och släpptes i 4 016 exemplar.
När spelet släpptes blev det en omedelbar succé och spelet hade många likheter med bland annat Attack From Mars som är ett annat legendariskt flipperspel. Efterfrågan på spelet var större än vad som hade producerats och 2005 såldes exemplar av spelet för priser på över 5 000 dollar. Ett helt nytt exemplar av spelet kostade 1997 cirka 3 000.
The Pinball Factory har köpt rättigheterna till spelet och ska göra en ny version av det. De påbörjade produktionen 2007.

## Spelregler
Målet med spelet är att nå multibollen Battle for the Kingdom (ungefär "slaget om kungariket"). För att nå dit måste man först besegra en rad olika slott med ökande svårighetsgrad samt bli bäst på tornering, att rädda unga kvinnor, att skjuta katapult, med mera.